# Vanessa Chinitor
Vanessa Chinitor (Dendermonde, 13 ottobre 1976) è una cantante belga.
Ha partecipato in rappresentanza del Belgio all'Eurovision Song Contest 1999 gareggiando con il brano Like The Wind e classificandosi al 12º posto finale.